# Ghost Sweeper Mikami - La resurrezione di Nosferatu
Ghost Sweeper Mikami - La resurrezione di Nosferatu (劇場版 ＧＳ美神 極楽大作戦！！?, Gekijōban Gōsuto Suīpā Mikami: Gokuraku daisakusen!!, lett. "Ghost Sweeper Mikami - il film: La grande battaglia del paradiso!!") è un film d'animazione giapponese del 1994, prodotto da Toei Animation e diretto da Atsutoshi Umezawa, ispirato al manga Mikami - Agenzia acchiappafantasmi di Takashi Shiina.
Il lungometraggio è stato distribuito nei cinema giapponesi il 24 agosto 1994. In Italia invece è uscito direttamente in VHS edito da Dynamic Italia nel corso del 1998.

## Trama
Reiko Mikami, la Ghost Sweeper, viene chiamata dal fantasma del samurai morto Akechi Mitsuhide per fermare il demone Nobunaga che è stato posseduto da un vampiro chiamato Nosferatu. Mitsuhide fornisce a Mikami una lancia con una "Pietra dello spirito santo" (精霊石?, Seirei seki) con cui uccidere Nosferatu che è protetto dal suo fedele servitore Mori Ranmaru, un demone che può assumere la forma di un ragno bianco. Nosferatu cattura i colleghi di Mikami, Emi Ogasawara, il Dottor Chaos e Maria e inizia a prosciugare il loro sangue. Nonostante ciò Mikami, grazie all'aiuto dell'amico Tadao Yokoshima, riesce a distruggere Nosferatu con la lancia di Mitsuhide anche se Nosferatu dice che tornerà in futuro per vendicarsi.

## Colonna sonora
Nel lungometraggio vengono adoperati rispettivamente i brani Ghost Sweeper cantata da Chie Harada in apertura (già sigla iniziale della serie anime) e My Jolly Days di Masami Okui in chiusura. È inoltre presente un insert song intitolata BEATS the BAND sempre di Masami Okui che si può udire durante il film.

## Distribuzione

### Giappone
Il lungometraggio è stato distribuito nei cinema giapponesi il 24 agosto 1994, come parte del Toei Animation Special insieme a Ranma contro la leggendaria fenice e Heisei inu monogatari Bow.

### Italia
Il film è uscito in Italia tramite Dynamic Italia che lo ha pubblicato in VHS nel corso del 1998. Il cast di doppiatori nell'edizione italiana differisce da quello impiegato per la serie anime nota con il titolo di Una miss scacciafantasmi.